# Podmiot leczniczy
Podmiot leczniczy – zgodnie z ustawą o działalności leczniczej jest to podmiot wykonujący działalność leczniczą inny niż indywidualna albo grupowa praktyka zawodowa lekarza, lekarza dentysty, pielęgniarki, położnej, fizjoterapeuty lub diagnosty laboratoryjnego. Może nim być:
- przedsiębiorca, czyli każdy rodzaj podmiotu podlegającego wpisowi do CEIDG albo rejestru przedsiębiorców Krajowego Rejestru Sądowego, w tym instytut badawczy
- podmiot leczniczy niebędący przedsiębiorcą – w każdym przypadku są nimi:
  - samodzielny publiczny zakład opieki zdrowotnej (SPZOZ) – państwowa lub samorządowa osoba prawna nabywająca osobowość prawną w drodze wpisu do rejestru stowarzyszeń, innych organizacji społecznych i zawodowych, fundacji oraz samodzielnych publicznych zakładów opieki zdrowotnej Krajowego Rejestru Sądowego, ale bez możliwości wpisu do rejestru przedsiębiorców, zatem będąca w każdym przypadku podmiotem leczniczym niebędącym przedsiębiorcą
  - wybrane rodzaje innych osób prawnych i jednostek organizacyjnych nieposiadających osobowości prawnej, tworzonych inaczej niż poprzez wpis do KRS, czyli:
    - jednostka budżetowa, w tym nadzorowana przez organy administracji publicznej
    - jednostka wojskowa
    - osoba prawna albo jednostka organizacyjna nieposiadająca osobowości prawnej działająca na podstawie przepisów o stosunku Państwa do związków wyznaniowych (inna niż podmioty kościelne uzyskujące osobowość prawną na drodze wpisu do KRS, którymi są fundacja kościelna i stowarzyszenie wiernych)[a]
- osoba prawna mogąca być albo przedsiębiorcą, albo podmiotem leczniczym niebędącym przedsiębiorcą – czyli każda inna niż SPZOZ osoba prawna, która tworzona jest w drodze wpisu do rejestru stowarzyszeń, innych organizacji społecznych i zawodowych, fundacji oraz samodzielnych publicznych zakładów opieki zdrowotnej Krajowego Rejestru Sądowego – w zależności od tego, czy została wpisana również do rejestru przedsiębiorców KRS, czy nie[1].

## Historia
Polskie prawo posługiwało się do 14 stycznia 1992 r. pojęciem zakładu leczniczego, a następnie do 30 czerwca 2011 r.  pojęciem zakładu opieki zdrowotnej – wyodrębnionego organizacyjnie zespołu osób i środków majątkowych utworzonego i utrzymywanego w celu udzielania świadczeń zdrowotnych i promocji zdrowia. Zakład opieki zdrowotnej mógł być również utworzony i utrzymywany w celu prowadzenia badań naukowych i prac badawczo-rozwojowych w powiązaniu z udzielaniem świadczeń zdrowotnych i promocją zdrowia lub w celu realizacji zadań dydaktycznych i badawczych w powiązaniu z udzielaniem świadczeń zdrowotnych i promocją zdrowia. Jednym z rodzajów zakładów opieki zdrowotnej był samodzielny publiczny zakład opieki zdrowotnej, będący zarazem osobą prawną.
Niezależnie od zakładów opieki zdrowotnej działały indywidualna albo grupowa praktyka zawodowa lekarza, lekarza dentysty, pielęgniarki, położnej, rejestrowane jako przedsiębiorcy przez ewidencję działalności gospodarczej (w przypadku przedsiębiorców będących osobami fizycznymi oraz spółek cywilnych) albo w rejestrze przedsiębiorców Krajowego Rejestru Sądowego (w przypadku spółek partnerskich), natomiast w zakresie rejestrowania działalności regulowanej – przez organy właściwego samorząd zawodu zaufania publicznego.
Ustawa o działalności leczniczej z 15 kwietnia 2011 (obowiązująca od 1 lipca 2011) zastąpiła pojęcie zakładu opieki zdrowotnej pojęciami:
- podmiotu leczniczego, zachowując jednak pojęcie samodzielnego publicznego zakładu opieki zdrowotnej jako jednego z typów podmiotów leczniczych,
- zakładu leczniczego (w ramach przedsiębiorstwa podmiotu leczniczego albo w ramach podmiotu leczniczego niebędącego przedsiębiorcą), stanowiącego zespół składników majątkowych, za pomocą którego podmiot leczniczy wykonuje określony rodzaj działalności leczniczej[4].